# القطب الشمالي (مجلة)

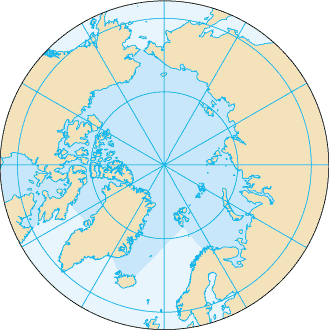
موضع القطب الشمالي الذي يقع عند نقطة التقاء خطوط الطول

مجلة آركتك (بالإنجليزية: Arctic)‏، بمعنى القطب الشمالي، هي مجلة علمية فصلية، متعددة التخصصات، تخضع لمراجعة الأقران، ينشرها معهد القطب الشمالي لأمريكا الشمالية. تركز المجلة على مقالات بحثية أصلية حول الموضوعات المتخصصة أو المتعلقة بالمناطق القطبية الشمالية وشبه القطبية في العالم. وتشمل الصيغ المنشورة الإضافية، مراجعات الكتب وملامح الأشخاص البارزين والمواقع الجغرافية المحددة والأحداث الشمالية الملحوظة والتعليقات ورسائل إلى المحرر وقسم الاهتمام العام الذي يتضمن مقالات وأخبار المعهد. كما تشمل التغطية المتعددة التخصصات العلوم الفيزيائية والعلوم الاجتماعية والعلوم الحيوية والعلوم الإنسانية والهندسة والتكنولوجيا. صدر العدد الأول من المجلة في ربيع عام 1948.
منذ مارس 2018 على الأقل، أنشأت مجلة وهمية [الإنجليزية] تدعي أنها آركتك موقعًا على الإنترنت. المجلة الحقيقية مستضافة من خلال جامعة كالجاري.

## الاستخلاص والفهرسة
مجلة آركتك مفهرسة في قواعد البيانات التالية:
- مؤشر الاقتباس العلمي
- المحتويات الحالية / الزراعة وعلم الأحياء وعلوم البيئة
- سجل علم الحيوان
- قاعدة بيانات (بايو سيس)

## مقالات ذات صلة
- معهد القطب الشمالي لأمريكا الشمالية
- قاعدة بيانات (استس) [الإنجليزية]
- المراقبة والتقييم البيئي (مجلة)
- المجلة الكندية للدراسات الهولندية [الإنجليزية]
- جيو جورنال (مجلة) [الإنجليزية]
- مجلة الجمعية الجغرافية الملكية في لندن [الإنجليزية]

## روابط خارجية
- حول مجلة القطب الشمالي
- موقع معهد القطب الشمالي لأمريكا الشمالية